# Кумсіашвілі Микола Георгійович
Микола (Ніко) Георгійович Кумсіашві́лі (груз. ნიკოლოზ გიორგის ძე ქუმსიაშვილი; 18 листопада 1892, Орхеві — 20 вересня 1942, Орхеві) — грузинський радянський оперний співак (драматичний тенор) і політичний діяч Грузинської Демократичної Республіки. Народний артист Грузинської РСР з 1941 року.

## Біографія
Народився 18 листопада 1892 року в селі Орхеві у Мцхета-Мтіанеті (нині Грузія). Навчався у Цинамдзгваріанткарському сільськогосподарському училищі; закінчив Школу садівництва та виноградарства при Нікітському ботанічному саду, а у 1913 році — Тифліське музичне училище по класу вокалу.
Відвідав Німеччину та Францію; після повернення рік викладав у Цинамдзгваріанткарському сільськогосподарському училищі. У 1916 році переїхав до Тифлісу.
Був членом Грузинської соціал-демократичної робітничої партії. 12 березня 1919 року обраний депутатом Установчих зборів Демократичної Республіки Грузії. Був членом аграрної комісії та комісії самоврядування.
1921 року під час радянської окупації Грузії воював проти Червоної армії. Після поразки національної армії залишився у Грузії. За рекомендацією Захарія Паліашвілі почав навчатися співу у відомого педагога Євгена Ряднова.
1923 року дебютував партією Малхаза (Захарія Паліашвілі «Даїсі»); у 1932—1933 роках соліст Ленінградського оперного театру; 1933—1936 роках провідний соліст Тбіліського театру опери та балету. У 1937 році брав участь у святкуванні Десятиліття грузинського мистецтва у Москві.
Помер 20 вересня 1942 в Орхеві від онкологічного захворювання — неоперабельна пухлина мигдалеподібної залози.

## Творчість
Володів сильним голосом широкого діапазону. Співав як драматичні, так і ліричні партії, віртуозно виконував складні вокальні фіорітури. Виконав 46 оперних партій, у тому числі: 
грузинські опери
- Малхаз, Абселом, Гість («Даїсі», «Абесалом і Етері», «Гість» Захарія Паліашвілі);
- Теймураз (1927, «Лейла» Віктора Долідзе; прем'єра);
- Раті (1928, «Латавра» Захарія Паліашвілі; прем'єра);
- Вахтанг (1929, «Цисана» Віктора Долідзе; прем'єра);
- Шота Руставелі («Сказання про Шота Руставелі» Дмитра Аракішвілі);
- Ніко («Дареджан підступна (Дареджан цбієрі)» Мелітона Баланчивадзе);

інші опери
- Радамес, Манріко, Отелло («Аїда», «Трубадур», «Отелло» Джузеппе Верді);
- Калаф («Турандот»,  Джакомо Пуччіні);
- Хозе («Кармен» Жоржа Бізе);
- Рауль («Гугеноти» Джакомо Меєрбера);
- Самсон («Самсон і Даліла» Каміля Сен-Санса);
- Герман («Пікова дама» Петра Ілліча Чайковського);

У репертуарі були пісні та романси грузинських, російських та закордонних композиторів.

## Вшанування
- У тбіліській квартирі співака відкрито Будинок-музей[3];
- Його ім'я носить вулиця і два провулки у Тбілісі[3].